# NGC 3069
NGC 3069 је спирална галаксија у сазвежђу Лав која се налази на NGC листи објеката дубоког неба.
Деклинација објекта је + 10° 25' 58" а ректасцензија 9h 57m 56,7s. Привидна величина (магнитуда) објекта NGC 3069 износи 14,2 а фотографска магнитуда 15,1. NGC 3069 је још познат и под ознакама IC 580, MCG 2-26-5, CGCG 64-10, PGC 28788.